# Château des Rochers-Sévigné
Pour les articles homonymes, voir Sévigné.
 (mars 2024).
Le château des Rochers-Sévigné, ancienne résidence bretonne de Madame de Sévigné, est un manoir gothique du XVe siècle situé à proximité de Vitré en Ille-et-Vilaine.
Après des inscriptions partielles en 1942 et 1944, le château fait l’objet d’une inscription au titre des monuments historiques depuis le 20 mars 1995.

## Localisation

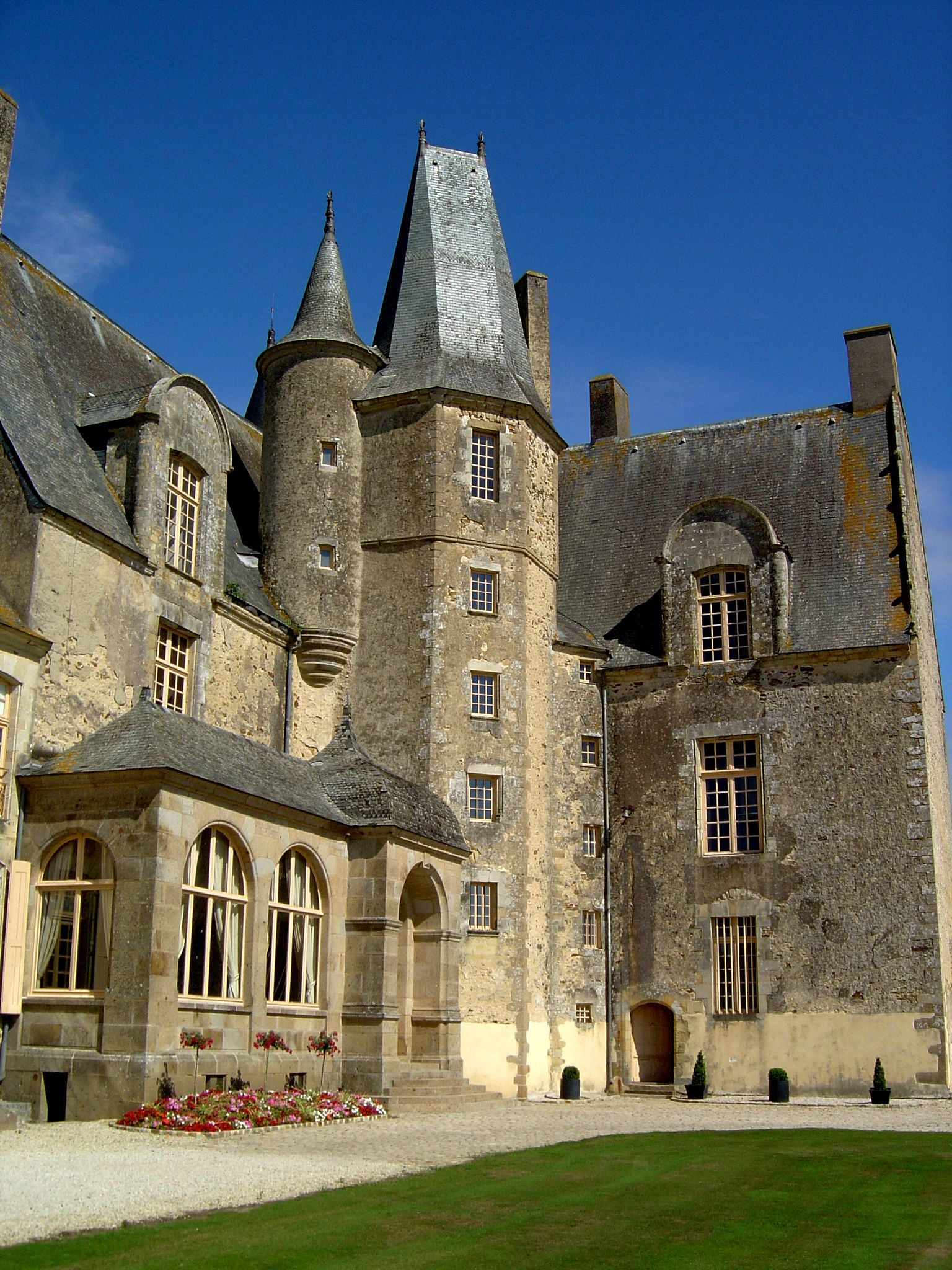
L'arrière du manoir.

Le petit château a été édifié sur une colline rocheuse — d'où il tire son nom — par les ancêtres d'Henri de Sévigné, gentilhomme breton, qui épousa en 1644 Marie de Rabutin-Chantal. La demeure est bâtie selon un plan en L et possède deux tours. On y trouve également une chapelle octogonale, construite par Mme de Sévigné en 1671 pour son oncle l'abbé de Coulanges, nommé le Bien-Bon, des écuries et des communs ajoutés au XVIIIe siècle. Au fond du jardin, un mur en forme d'arc de cercle provoque un écho lorsqu'on se place sur une dalle. Mme de Sévigné s'en servait pour faire des lectures à sa fille.
Le jardin à la française a été créé en 1689 et restauré en 1982. L'ensemble est bordé d'un parc boisé dont les allées ont toutes été baptisées par Mme de Sévigné, qui séjourna à plusieurs reprises au château des Rochers après la mort de son mari. C'est dans cette demeure qu'elle écrivit nombre de ses fameuses lettres adressées à sa fille, Françoise de Sévigné, comtesse de Grignan.

On peut visiter la chapelle et une partie du manoir, où se trouvent des portraits de la famille et quelques objets ayant appartenu à la marquise. Un golf, un restaurant et des salles de réception ont été aménagés sur la propriété.

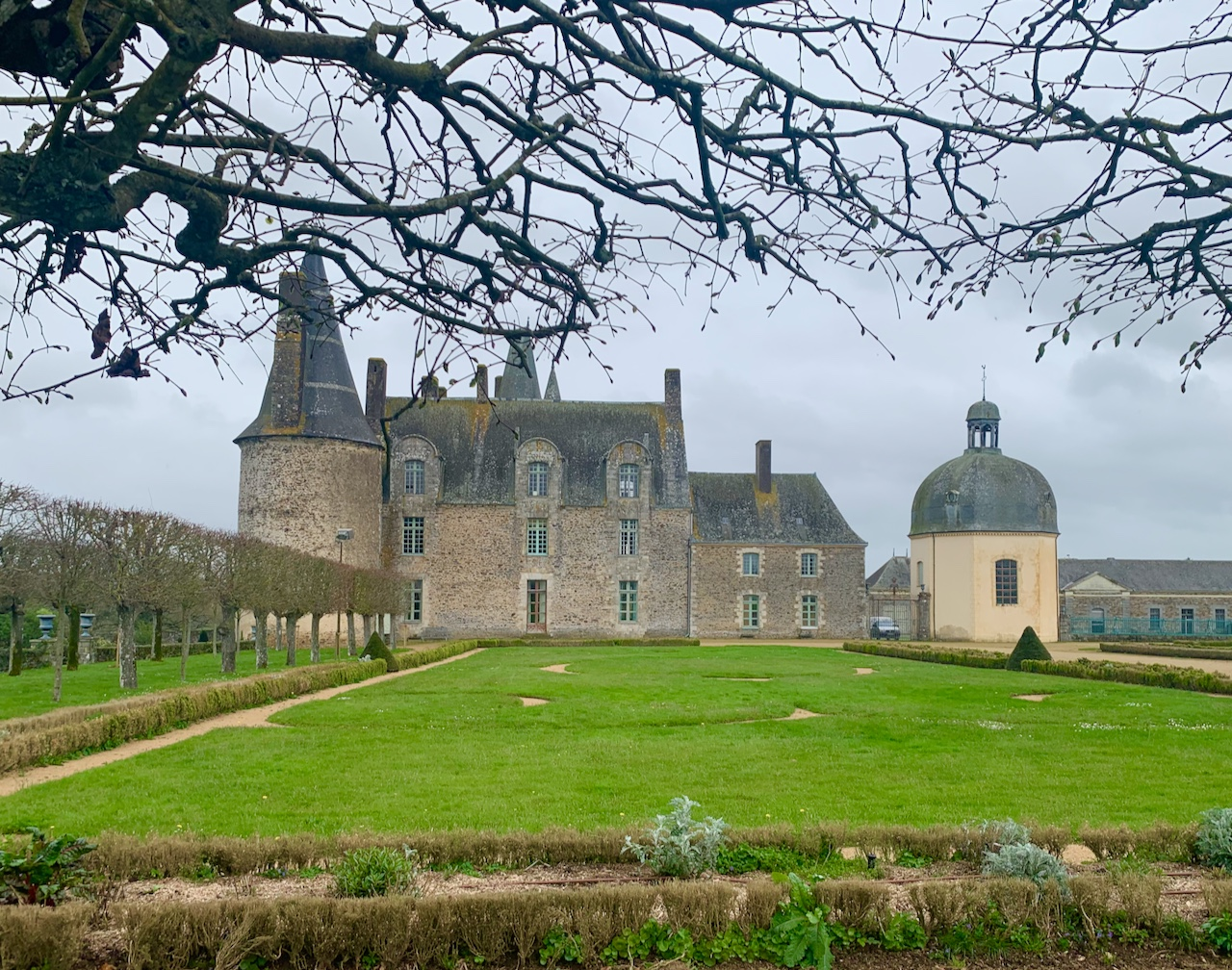
Vue panoramique du château des Rochers et des jardins
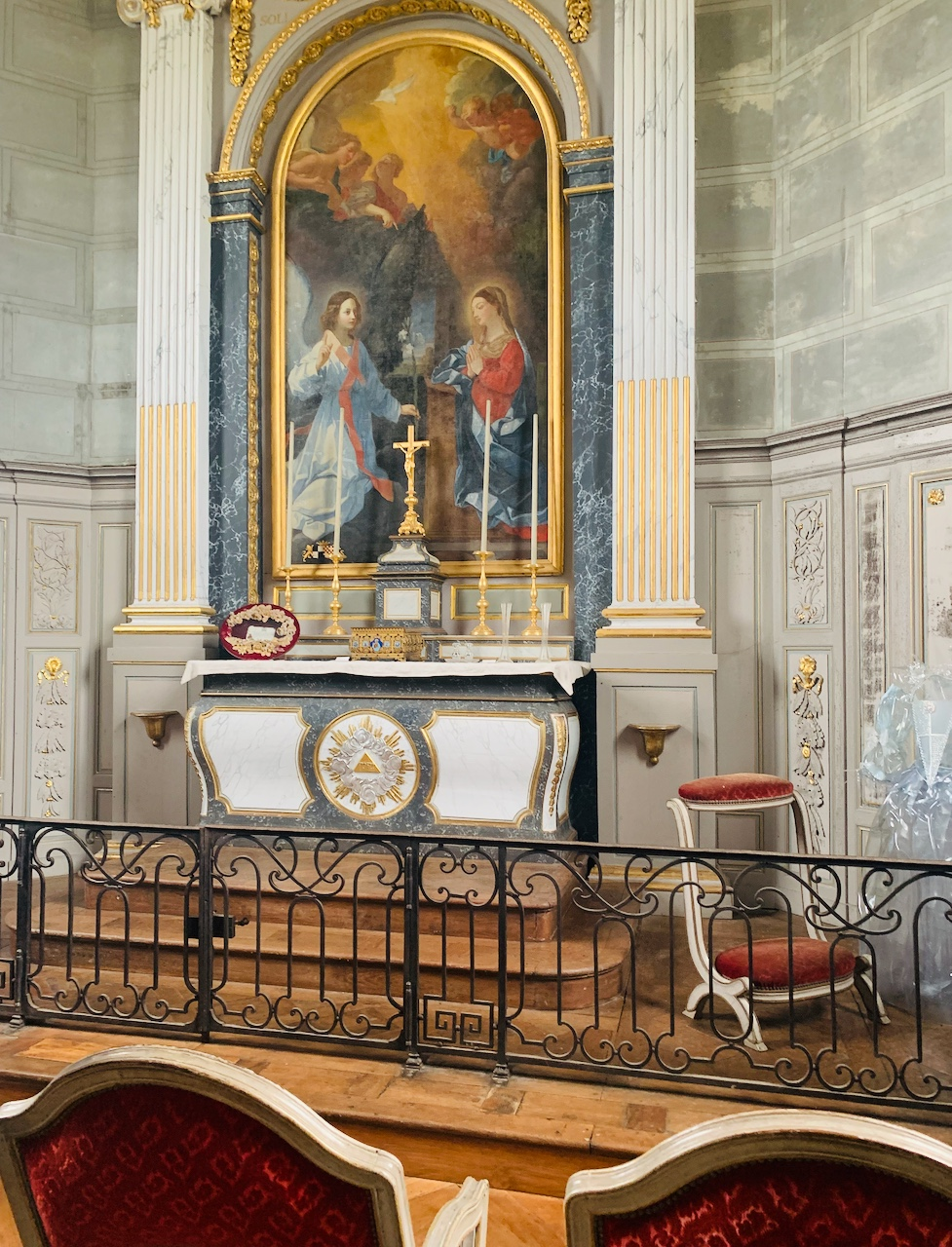
Intérieur de la chapelle du château des Rochers
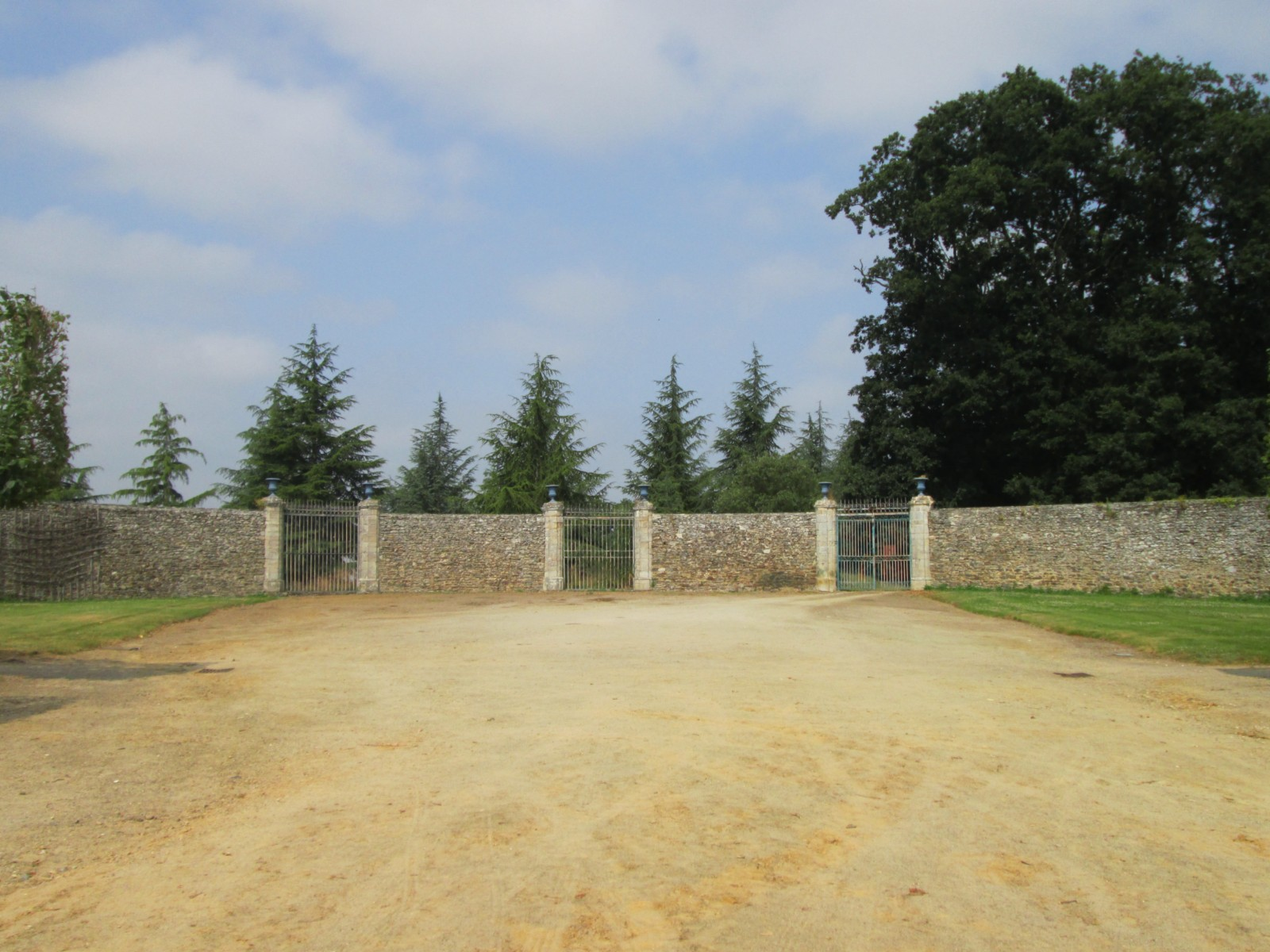
Le mur en forme d'arc de cercle provoque un écho lorsqu'on se place sur une dalle
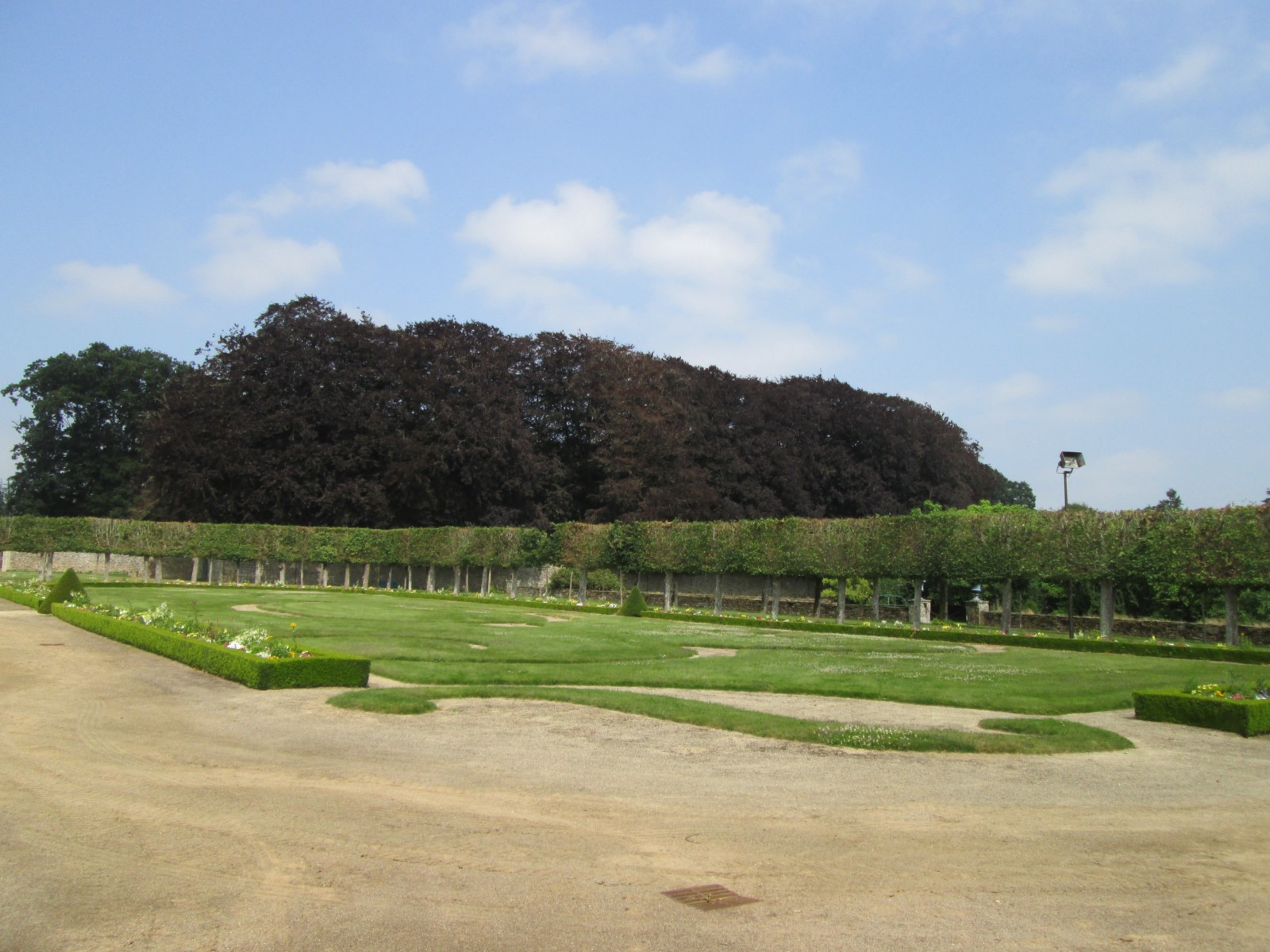
Jardins à la française du château des Rochers Sévigné

## Histoire
La seigneurie des Rochers, malgré son ancienneté, n'était point une haute juridiction ; elle ne jouissait que d'une moyenne et basse justice exercée à Vitré en 1667 en l'auditoire de la baronnie de Vitré dont elle relevait.
Au commencement du XVIIe siècle le seigneur des Rochers se trouvait aussi posséder les seigneuries de la Haye de Torcé, située sur la paroisse de Torcé : cette terre appartint durant les XVe et XVIe siècles à la famille du Bouschet, la Haye de Torcé relevait, comme les Rochers, de la baronnie de Vitré, et la seigneurie du Pin sur la paroisse de Domalain : fief venu aux mains des sires de Sévigné par le mariage de l'un d'eux avec Marguerite du Pouez qui relevait de la châtellenie du Désert unie à la baronnie de Vitré. Ces deux fiefs étaient dotés de haute justice.
Le seigneur des Rochers fit exercer ensemble ces trois juridictions dans son auditoire du bourg d'Étrelles ; comme la terre des Rochers était le plus important des trois domaines, son possesseur fut naturellement, quoi qu’à tort, considéré comme étant seigneur haut justicier des Rochers.

### Lafamille de Mathefelon, seigneurs des Rochers
Même si Jean-Baptiste Ogée dans son article sur Étrelles indique que l'ancien château des Rochers appartenait en 1270 à Jamet de Sévigné, seigneur des Rochers, il est plutôt vraisemblable à la suite du chanoine Amédée Guillotin de Corson, que la famille de Sévigné ne se soit établie au pays de Vitré qu'au XIVe siècle, à la suite du mariage contracté en 1355 par Guy de Sévigné, seigneur dudit lieu, avec Agaice Rabaud, héritière de la seigneurie du Châtelet en Balazé.
La terre et les fiefs des Rochers appartenaient alors aux sires de Mathefelon qui donnèrent presque successivement (de 1295 à 1370) trois abbesses à l'abbaye Saint-Georges de Rennes.
En 1410, Anne de Mathefelon, fille et principale héritière de Guillaume de Mathefelon, chevalier, seigneur des Rochers, épousa, par contrat du 10 mars, Guillaume III de Sévigné, seigneur dudit lieu et du Châtelet ; elle lui apporta la seigneurie des Rochers : lors de la Réformation faite en 1427, dans l'évêché de Rennes, par les commissaires Alain Le Jambu et Éon Pofraie, plusieurs nobles sont mentionnés au titre de Notre-Dame de Vitré, dont Messire Guillaume de Sévigné, sieur de la métairie Rochiers (Rochers), du Boullays, de la Ferrière, de la Baillerie, de la Marre, de Clerheult, de la Billonnaye ; cependant, ce fut Anne de Mathfelon qui fit elle-même aveu au baron de Vitré le 17 janvier 1448.

### Les Sévigné, seigneurs des Rochers
À partir de cette époque et durant trois siècles consécutifs, les sires de Sévigné possédèrent les Rochers, et le château resta sans discontinuité dans la famille de Sévigné jusqu'au XVIIIe siècle.
Le fils de Mme de Sévigné, Charles de Sévigné décède sans postérité à Paris, le 26 mars 1713, et fut inhumé dans l'église Saint-Jacques du Haut-Pas ; sa veuve lui survécut jusqu'au 29 avril 1737 et fut enterrée au cimetière de cette même église (Lettres de Mme de Sévigné de Sévigné, XII, 22). À la mort du marquis de Sévigné, la terre seigneuriale des Rochers échut à la nièce de Charles de Sévigné, Pauline de Grignan, mariée en 1695 à Louis III de Simiane, marquis d'Esparron, dit le marquis de Simiane, gentilhomme du duc d'Orléans.

### La famille Hay, marquis des Nétumières
Ces derniers la vendirent, par contrat du 4 août 1715, à leur parent, appartenant à une famille de parlementaires bretons apparentée à la famille Sévigné, Jean-Paul Hay, marquis des Nétumières, fils aîné de Paul Hay, marquis des Nétumières, et de Françoise de Bréhant alors héritiers de la femme de Charles de Sévigné et créanciers de la succession ; Louis de Simiane était lui-même issu du mariage de Charles de Simiane avec Magdeleine Hay du Châtelet.
Le prix convenu fut de 106 000 livres, mais la dernière marquise de Sévigné, Jeanne-Marguerite de Bréhand-Mauron, veuve de Charles de Sévigné, ayant droit en vertu de la donation de 1688 à la moitié de la propriété des Rochers, céda ce droit estimé 50 000 livres à son cousin germain le baron des Nétumières qui ne paya qu'en conséquence son acquisition. Il dut toutefois débourser en outre 8 000 livres « pour les meubles garnissant la maison des Rochers  ».
C'est le fils de Jean-Paul Hay des Nétumières, Charles Paul Hay des Nétumières, et son épouse, Marie Rose de Larlan de Kercadio de Rochefort, dont le portrait peint en 1750 par Jean-Étienne Liotard est conservé au Detroit Institute of Arts (Michigan, USA), qui dans les années 1740-1750 font l'acquisition de l'hôtel de Sévigné à Vitré, réunissant à nouveau ces biens immobiliers possédés par les Sévigné.
La propriété appartient encore à leurs descendants.